# 콰트로 토레스 비즈니스 지구

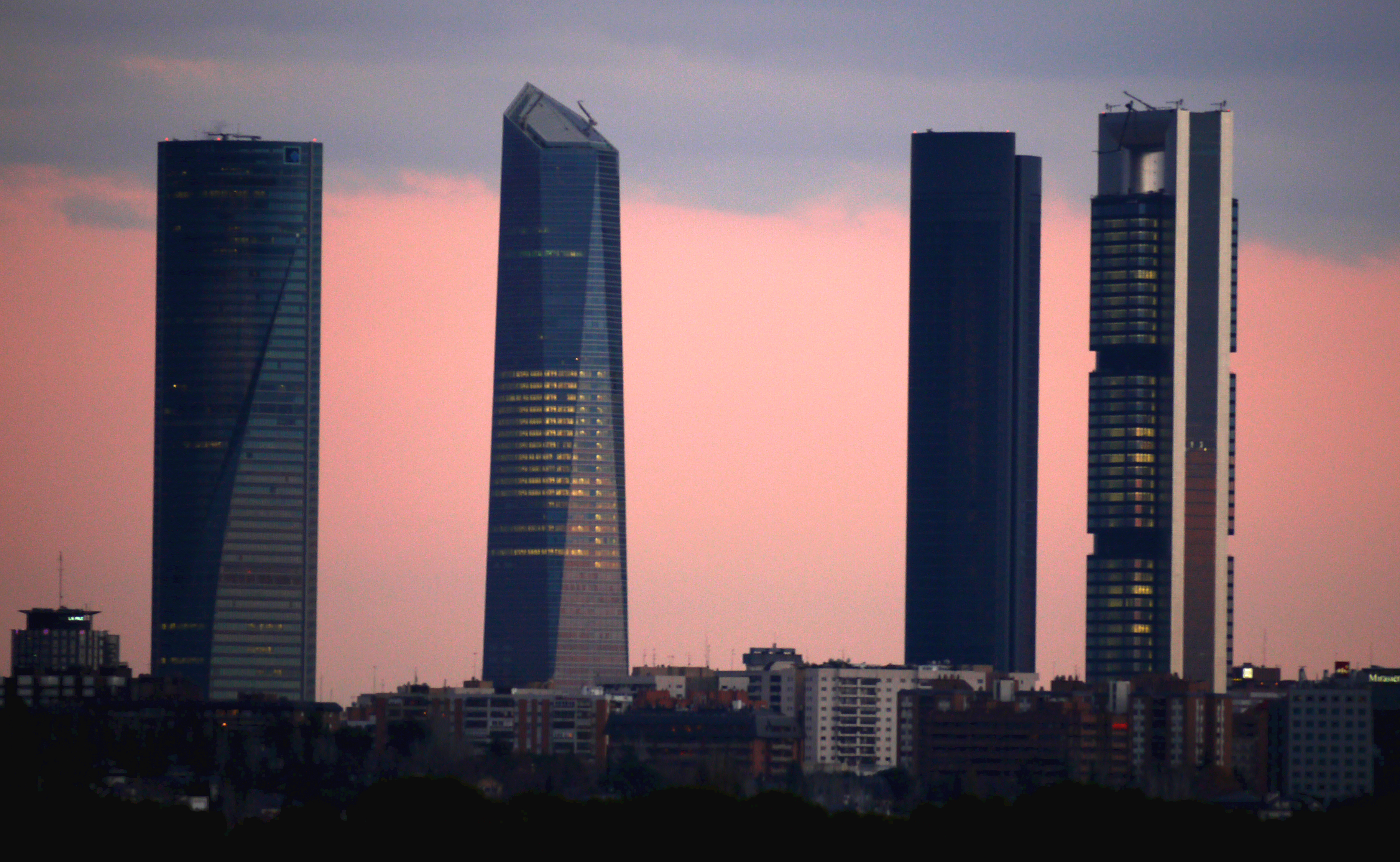
콰트로 토레스 비즈니스 지구

콰트로 토레스 비즈니스 지구(스페인어: Cuatro Torres Business Area, CTBA)는 스페인 마드리드 파세오 데 라 카스테야나 북단 근처에 있는 상업 지구이다.
CTBA는 차마르틴 역의 서쪽과 파세오 데 라 카스텔라나의 서쪽 블록을 차지하고, 높이 224m에서 250m는 스페인에서 가장 높은 네 개의 초고층 빌딩이 남북으로 줄 지어 있다. 북쪽부터 순서대로 토레 에스파시오(Torre Espacio, 236m), 토레 데 크리스탈(Torre de Cristal, 249.5m), 토레 PwC(Torre PwC, 236m), 토레 세프사(Torre Cepsa, 250m)가 있다.
CTBA 주위는 마드리드 북쪽 교외의 주택지가 서쪽으로는 공원이 펼쳐진다. 한때 이 곳에는 레알 마드리드가 소유하는 축구 · 농구 · 테니스 등 각종 스포츠 교육 시설의 복합체 시우다드 데포르티바(Ciudad Deportiva)가 있었지만, 주변 개발의 진전에 따른 땅값 상승 또는 클럽의 부채 증가로 인해 1990년대 말에 들어서 재개발 논의가 시작되었으며, 레알 마드리드는 마드리드에 토지를 매각하기로 했다. 개발에 대한 시의회 각 정당의 찬반 등 우여곡절 끝에 4개 기업에 토지가 매각되어 각각의 회사가 본사 건물을 짓기로 했다.
2004년부터 빌딩 건설이 시작되어 2007년부터 2008년까지 네 개 건물 모두가 준공하고 CTBA는 마드리드의 새로운 비즈니스 센터 관광 명소가 되고 있다. 당초에는 마드리드 아레나(Madrid Arena)라는 명칭이었지만 각 건물의 소유자의 협의에 따라 네 개의 고층 빌딩의 존재를 전면에 내세운 현재의 명칭으로 바뀌었다.
2015년, 비야 미르는 다섯 번째 타워 건설 프로젝트를 시작하였다.